# Daiva Kšanienė
Daiva Kšanienė (* 4. Juli 1943 in Šiauliai, Litauische SSR) ist eine litauische Musikwissenschaftlerin, Professorin der Klaipėdos universitetas.

## Leben
Nach dem Konservatorium Šiauliai absolvierte sie das Studium 1965 am Lietuvos konservatorija und wurde  Musikwissenschaftlerin. Ab 1965 lehrte sie am  Stasys Šimkus Konservatorium Klaipėda, ab 1971 an der Fakultät Klaipėda der LTSR valstybinė konservatorija, seit 1992 an der Fakultät für Künste der Klaipėdos universitetas. Von 1990 bis 1995 war sie Prorektorin. Seit 2004 ist sie Professorin und von 2007 bis 2011 war sie Rektorin.
Von 1990 bis 1995 war sie Mitglied im Stadtrat Klaipėda.

## Bibliografie
- Muzika Klaipėdos krašte: Muzikinis gyvenimas iki 1939, Kaunas, 1996;
- Mažosios Lietuvos ir Klaipėdos krašto muzikos bei kultūros veikėjai. XVI a.-XX a. pirmoji pusė: bibliografinis žinynas, Klaipėda, 2000;
- Muzika Mažojoje Lietuvoje. Lietuvių ir vokiečių kultūrų sąveika (XVI a.-XX a. 4 dešimtmetis), Klaipėda, 2003.